# لیگ قهرمانان اقیانوسیه ۲۰۲۵
لیگ قهرمانان اقیانوسیه ۲۰۲۵ بیست و چهارمین دوره مسابقات قهرمانی باشگاه‌های اقیانوسیه، مسابقات فوتبال باشگاهی برتر در اقیانوسیه بود که توسط کنفدراسیون فوتبال اقیانوسیه (اواف‌سی) سازماندهی شد و نوزدهمین فصل با نام فعلی لیگ قهرمانان اقیانوسیه بود.
اوکلند سیتی قهرمان مسابقات شد و جواز حضور در جام بین قاره‌ای فیفا ۲۰۲۵ را کسب کرد. آنها همچنین این شانس را خواهند داشت که به عنوان بهترین برنده لیگ قهرمانان اقیانوسیه در رده بندی ۴ ساله اواف‌سی از ۲۰۲۵ تا ۲۰۲۸ به جام جهانی باشگاه‌ها ۲۰۲۹ جواز کسب کنند.

## تیم‌ها
در مجموع ۱۰ تیم از ۱۰ انجمن اواف‌سی در مسابقات حضور یافتند.
- هفت انجمن (فیجی، کالدونیای جدید، نیوزیلند، پاپوآ گینه نو، جزایر سلیمان، تاهیتی، وانواتو) هر کدام یک سهمیه در مرحله گروهی دریافت می‌کنند.
- چهار انجمن (ساموآی آمریکا، جزایر کوک، ساموآ، تونگا) به هر کدام یک سهمیه در مرحله مقدماتی تعلق می‌گیرد و برنده به مرحله گروهی راه می‌یابد. اما برای این دوره هیچ تیمی از تونگا در قرعه کشی حضور نداشت.

| انجمن                    | تیم            | نحوه صعود                                    |
| ------------------------ | -------------- | -------------------------------------------- |
| فیجی (۱ سهمیه)           | روا            | قهرمان لیگ برتر فیجی ۲۰۲۴                    |
| کالدونیای جدید (۱ سهمیه) | تیگا اسپورت    | صدرنشین سوپر لیگ کالدونیای جدید ۲۰۲۴         |
| جزایر سلیمان (۱ سهمیه)   | سنترال کوست    | قهرمان اس-لیگ جزایر سلیمان ۲۰۲۴              |
| نیوزیلند (۱ سهمیه)       | اوکلند سیتی    | قهرمان مرحله نهایی لیگ ملی نیوزیلند ۲۰۲۴     |
| پاپوآ گینهٔ نو (۱ سهمیه)  | هیکاری یونایتد | قهرمان لیگ برتر فوتبال پاپوآ گینه نو ۲۰۲۴    |
| تاهیتی (۱ سهمیه)         | پیرائه         | قهرمان لیگ ۱ تاهیتی ۲۴–۲۰۲۳                  |
| وانواتو (۱ سهمیه)        | ایفیرا بلک برد | قهرمان مرحله نهایی لیگ قهرمانان وانواتو ۲۰۲۴ |

| انجمن         | تیم              | نحوه صعود                                 |
| ------------- | ---------------- | ----------------------------------------- |
| ساموآی آمریکا | رویال پوما       | رتبه سوم لیگ بزرگسالان ساموآی آمریکا ۲۰۲۴ |
| جزایر کوک     | توپاپا مارائرنگا | قهرمان جام جزایر کوک ۲۰۲۴                 |
| ساموآ         | وایپونا          | قهرمان لیگ ملی ساموآ ۲۰۲۴                 |
| تونگا         | –                | قهرمان لیگ برتر تونگا ۲۰۲۴                |

## برنامه مسابقات
| مرحله         | دور                       | تاریخ قرعه کشی | تاریخ بازی |
| ------------- | ------------------------- | -------------- | ---------- |
| مرحله مقدماتی | گروه مقدماتی ( جزایر کوک) | ۱۱ دسامبر ۲۰۲۴ | ۸ فوریه    |
| مرحله مقدماتی | گروه مقدماتی ( جزایر کوک) | ۱۱ دسامبر ۲۰۲۴ | ۱۱ فوریه   |
| مرحله مقدماتی | گروه مقدماتی ( جزایر کوک) | ۱۱ دسامبر ۲۰۲۴ | ۱۴ فوریه   |
| مرحله گروهی   | هفته ۱                    | ۱۱ دسامبر ۲۰۲۴ | ۳۰-۳۱ مارس |
| مرحله گروهی   | هفته ۲                    | ۱۱ دسامبر ۲۰۲۴ | ۲-۳ آوریل  |
| مرحله گروهی   | هفته ۳                    | ۱۱ دسامبر ۲۰۲۴ | ۵-۶ آوریل  |
| مرحله حذفی    | نیمه نهایی                | ۱۱ دسامبر ۲۰۲۴ | ۹ آوریل    |
| مرحله حذفی    | فینال                     | ۱۱ دسامبر ۲۰۲۴ | ۱۲ آوریل   |

## مرحله مقدماتی
| تیم              | بازی | برد | تساوی | باخت | گل‌زده | گل‌خورده | تفاضل‌گل | امتیاز | صلاحیت              |
| ---------------- | ---- | --- | ----- | ---- | ----- | ------- | ------- | ------ | ------------------- |
| توپاپا مارائرنگا | ۲    | ۱   | ۱     | ۰    | ۵     | ۴       | ۱+      | ۴      | صعود به مرحله گروهی |
| وایپونا          | ۲    | ۱   | ۰     | ۱    | ۵     | ۲       | ۳+      | ۳      |                     |
| رویال پوما       | ۲    | ۰   | ۱     | ۱    | ۳     | ۷       | ۴–      | ۱      |                     |

## مرحله گروهی
مسابقات مرحله گروهی در ابتدا قرار بود در فیجی برگزار شود. با این حال، به دلیل مشکلات در دسترس بودن مکان، مرحله گروهی به هونیارا، جزایر سلیمان منتقل شد و از ۳۰ مارس تا ۱۲ آوریل ۲۰۲۵ برگزار می‌شود.

### گروه A
| تیم         | بازی | برد | تساوی | باخت | گل‌زده | گل‌خورده | تفاضل‌گل | امتیاز | صلاحیت             |
| ----------- | ---- | --- | ----- | ---- | ----- | ------- | ------- | ------ | ------------------ |
| اوکلند سیتی | ۳    | ۲   | ۱     | ۰    | ۴     | ۱       | ۳+      | ۷      | صعود به مرحله حذفی |
| تیگا اسپورت | ۳    | ۱   | ۱     | ۱    | ۵     | ۵       | ۰       | ۴      | صعود به مرحله حذفی |
| پیرائه      | ۳    | ۱   | ۱     | ۱    | ۲     | ۲       | ۰       | ۴      |                    |
| روا         | ۳    | ۰   | ۱     | ۲    | ۳     | ۶       | ۳−      | ۱      |                    |

### گروه B
| تیم              | بازی | برد | تساوی | باخت | گل‌زده | گل‌خورده | تفاضل‌گل | امتیاز | صلاحیت             |
| ---------------- | ---- | --- | ----- | ---- | ----- | ------- | ------- | ------ | ------------------ |
| هیکاری یونایتد   | ۳    | ۲   | ۱     | ۰    | ۱۳    | ۱       | ۱۲+     | ۷      | صعود به مرحله حذفی |
| ایفیرا بلک برد   | ۳    | ۱   | ۲     | ۰    | ۵     | ۲       | ۳+      | ۵      | صعود به مرحله حذفی |
| سنترال کوست (م)  | ۳    | ۱   | ۱     | ۱    | ۸     | ۴       | ۴+      | ۴      |                    |
| توپاپا مارائرنگا | ۳    | ۰   | ۰     | ۳    | ۰     | ۱۹      | ۱۹−     | ۰      |                    |

## مرحله حذفی
چهار تیم حاضر در مرحله حذفی به صورت تک‌حذفی بازی کردند و هر مسابقه به صورت تک‌بازی در ورزشگاه ملی جزایر سلیمان انجام شد.
|  | نیمه نهایی     | نیمه نهایی     |               |   | فینال | فینال |
|  |                |                |               |   |       |       |
|  | ۹ آوریل ۲۰۲۵   |                |               |   |       |       |
|  |                |                |               |   |       |       |
|  | اوکلند سیتی    | ۲              |               |   |       |       |
|  | اوکلند سیتی    | ۲              | ۱۲ آوریل ۲۰۲۵ |   |       |       |
|  | ایفیرا بلک برد | ۰              |               |   |       |       |
|  | ایفیرا بلک برد | ۰              | اوکلند سیتی   | ۲ |       |       |
|  | ۹ آوریل ۲۰۲۵   |                | اوکلند سیتی   | ۲ |       |       |
|  |                | هیکاری یونایتد | ۰             |   |       |       |
|  | هیکاری یونایتد | هیکاری یونایتد | ۰             | ۱ |       |       |
|  | هیکاری یونایتد |                |               | ۱ |       |       |
|  | تیگا اسپورت    | ۰              |               |   |       |       |
|  | تیگا اسپورت    | ۰              |               |   |       |       |

### نیمه نهایی
| تیم ۱          | نتیجه | تیم ۲          |
| -------------- | ----- | -------------- |
| اوکلند سیتی    | ۲–۰   | ایفیرا بلک برد |
| هیکاری یونایتد | ۱–۰   | تیگا اسپورت    |

### فینال
| تیم ۱       | نتیجه | تیم ۲          |
| ----------- | ----- | -------------- |
| اوکلند سیتی | ۲–۰   | هیکاری یونایتد |